# Polo & Pan
Polo & Pan sono un duo musicale di dj formatosi a Parigi nel 2012. È composto da Paul Armand-Delille (Polo) e Alexandre Grynszpan (Pan).

## Storia
Il duo si è formato a Parigi nel 2012 in seguito all'incontro dei due dj nel club parigino Le Baron; i due in precedenza avevano avviato delle carriere soliste rispettivamente con gli pseudonimi Polocorp (Armand-Delille) e Peter Pan (Grynszpan). Hanno esordito discograficamente nel 2013 con la pubblicazione del primo EP Rivolta, seguito l'anno successivo da Dorothy EP, pubblicato dalle etichette discografiche Hamburger Records e Ekler 'o' Shock. Due anni dopo, preceduto dalla pubblicazione di alcuni singoli tra cui Plage isolée, il gruppo ha pubblicato l'EP Canopée, accompagnato dal brano eponimo inciso con la collaborazione vocale di Armand Penicaut e Victoria Lafaurie, in cui la critica rilevò delle sonorità deep house e tropical house e che vide collaborazioni con il produttore discografico Raphaël Hamburger e con altri artisti, tra cui Patrick Bebey. Parallelamente hanno suonato dal vivo in diversi paesi toccando città come Singapore, Marsiglia, Istanbul e Beirut e hanno preso parte al Pete the Monkey Festival.
I primi lavori sono sfociati nel loro album di debutto, intitolato Caravelle, pubblicato il 19 maggio 2017 sempre dalle etichette Hamburger e Ekler 'o' Shock e riedito il 13 luglio 2018 dalle etichette discografiche Caroline e Universal in versione deluxe, con l'aggiunta di un remix del brano Canopée eseguito insieme al gruppo Superorganism. Il loro primo album ottiene recensioni positive, con apprezzamenti da parte della critica per l'utilizzo dei campionamenti e la capacità di evocare un immaginario legato agli anni cinquanta o a pellicole cinematografiche come Il mago di Oz (per la traccia Dorothy) o dei film Disney. Nello stesso periodo hanno partecipato al More Festival in Francia e proseguito l'attività dal vivo arrivando con il loro tour negli Stati Uniti d'America e partecipando al festival Coachella nel 2019.
Dopo la pubblicazione di alcuni altri EP come Mexicali e Gengis, per l'estate 2020 hanno pubblicato il singolo Feel Good che, con sonorità bossa nova e i cori tipici dei brani anni sessanta, ottenne un buon successo. Il singolo ha anticipato l'uscita del secondo album Cyclorama, avvenuta il 25 giugno 2021 per le etichetta Hamburger e Ekler 'o' Shock con distribuzione Universal Music Group che ha seguito dopo appena un mese la pubblicazione del singolo Ani Kuni, rivisitazione del canto tradizionale Ani couni chaouani che ottenne un buon successo di vendita raggiungendo la nona posizione nella classifica settimanale dei singoli più venduti in Francia e la sesta in Vallonia. Anche l'album ottenne buoni risultati di vendita, raggiungendo la decima posizione in Francia e entrando nelle classifiche di Svizzera e Vallonia.

### Stile e influenze
Definiti da diverse testate tra cui Le Monde e il New Yorker come "i nuovi Daft Punk", la critica ha accostato fin dagli esordi il loro stile a quello di artisti conclamati della musica elettronica come Todd Terje, Prins Thomas, Giorgio Moroder Guy-Manuel de Homem-Christo, Thomas Bangalter. Oltre ai Daft Punk, sono stati definiti come possibili eredi di altri artisti come gli Air, i Phoenix, gli M83.
I due disc jockey hanno rivelato di essere ispirati da gruppi come gli ABBA o gli Air, ma anche dalla musica classica e in particolar modo da Claude Debussy, Maurice Ravel e Johann Sebastian Bach.

## Discografia

### Album in studio
- 2017 - Caravelle (Hamburger Records/Ekleroshock Records/Universal)
- 2021 - Cyclorama (Hamburger Records/Ekleroshock Records/Universal)
- 2025 - 22:22 (Hamburger Records/Ekleroshock Records/Universal)

### EP
- 2013 - Rivolta (Hamburger Records)
- 2014 - Dorothy (Hamburger/Ekleroshock Records)
- 2015 - Plage isolée (Hamburger/Ekleroshock Records)
- 2016 - Canopée (Hamburger/Ekleroshock Records)
- 2018 - Mexicali (Remixes) (Hamburger/Ekleroshock Records)
- 2019 - Gengis (Hamburger/Ekleroshock Records)
- 2020 - Feel Good (Hamburger/Ekleroshock Records)
- 2021 - Tunnel (Remixes) (Hamburger/Ekleroshock Records)
- 2022 - Magic (Remixes) (Hamburger/Ekleroshock Records)
- 2023 - Carrosel Do Tempo (Hamburger/Ekleroshock Records)

### Singoli
- 2013 - Rivolta
- 2014 - Dorothy
- 2015 - Plage isolée
- 2016 - Canopée
- 2016 - Nanã
- 2016 - Bakara
- 2017 - Jacquadi
- 2017 - Cœur croisé
- 2017 - Zoom Zoom
- 2017 - Mexicali
- 2017 - Aqualand
- 2018 - Arc-en-ciel
- 2019 - Gengis
- 2020 - Feel Good
- 2021 - Ani Kuni
- 2021 - Tunnel
- 2021 - Les jolies choses
- 2021 - Magic
- 2022 - From a World to Another (feat. Jacques)
- 2023 - Mumia

### Mixtape
- 2021 - Home Sweet Home
- 2023 - Odyssey